# Alaca Höyük
Alaca Höyük är en utgrävningsplats i Turkiet ca 25 km nordöst om Bogazköy, som båda tillsammans är de förnämsta fyndplatser för förhistorisk kultur i Mindre Asiens inre och i vetenskaplig betydelse en motsvarighet till Troja.
Alaca Höyük som undersökts av turkiska arkeologer är platsen för en fornhettisk stad, som i mitten av 3:e årtustendet f. Kr. uppnådde en betydande politisk och ekonomisk ställning och som även under den hettiska stormaktstiden under 2:a årtusendet f. Kr. var ett viktigt religiöst centrum.
Bland gjorda fynd märks vaser och smycken av ädelmetall, djurbilder och standar av brons samt de hittills äldsta kända exemplen på hettisk hieroglyfskrift. De förnämsta monumenten från Alaca Höyük är emellertid de stora portalskulpturerna och relieferna från ca 1400 f. Kr.

## Historia

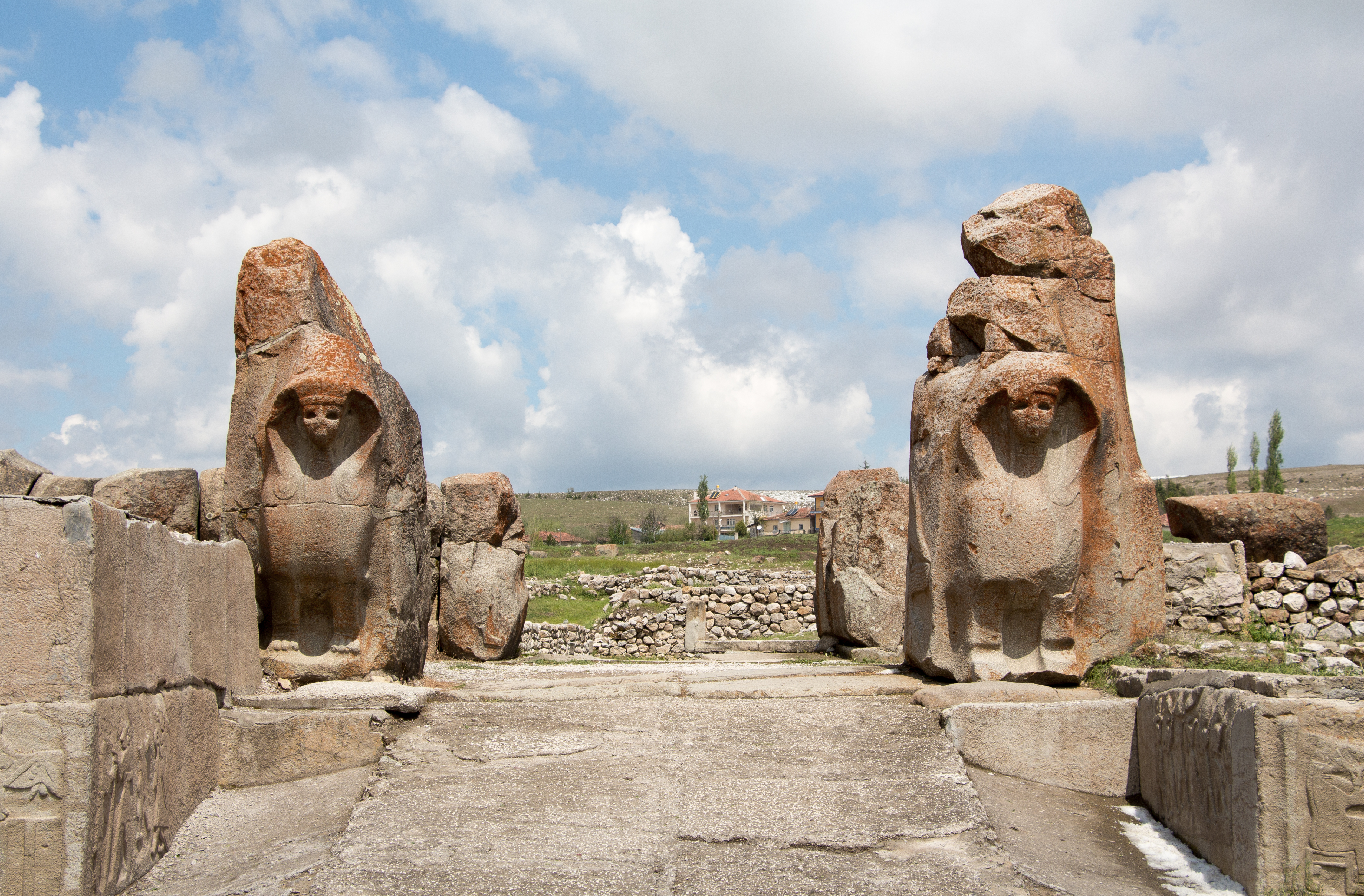
The Sphinx Gate

Kullen (turkiska Hoyuk) vid Alaca Höyük var en boplats från kalkolitiska åldern, där de tidigaste kopparverktyg började användas parallellt med tidigare stenverktyg. Under tidig bronsålder var kullen centrum för en blomstrande hattiansk kultur. Den har sedan varit kontinuerligt bebodd fram till dagens moderna bosättning i form av en liten by. De kvarvarande, särskiljande lämningarna på Alaca Höyük är emellertid sådant som "Sphinxporten" från hittitperioden som följde Hatti, från fjortonde århundradet f. Kr.

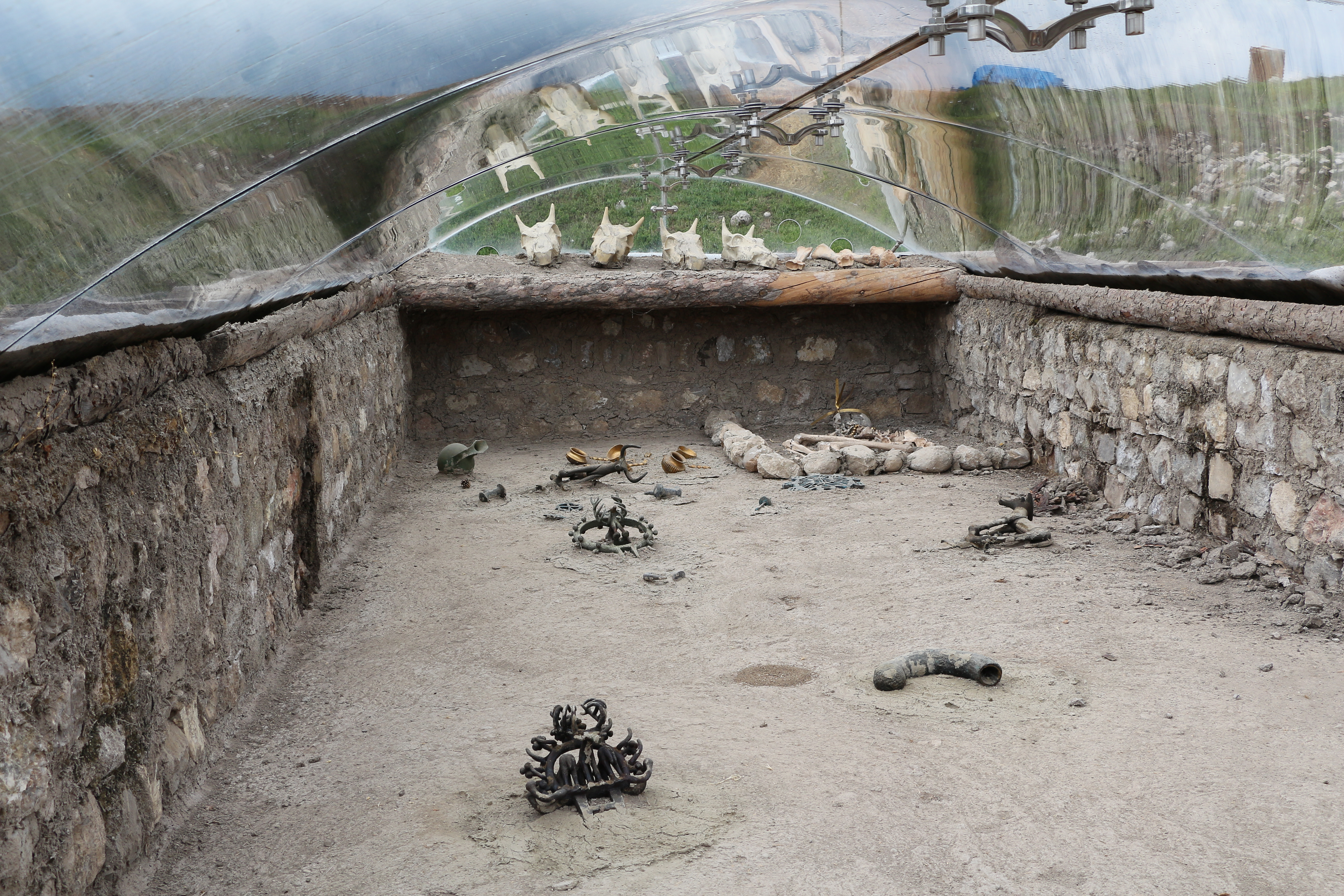
A royal tomb in Alaca Höyük

Speciella är också tretton schaktgravar, "Kungliga gravarna" (ca 2350-2150 f. Kr.), som innehöll döda i fosterställning lagda i söderläge. De var rikt utsmyckade med guldfibulor, diadem och bältesspännen och bladguldsfigurer.
Många av de artefakter som upptäcktes vid Alaca Höyük, såsom magnifika hattianska guld- och bronsföremål från de kungliga gravarna finns idag i Museum of Anatolian Civilizations i Ankara. Bland dessa artefakter är guld- och elektrumpolkaler och andra kärl. Den mest ovanliga från Alaca Höyük är bronsstandarderna, tjurar eller hjortar på piedestaler vars syfte fortfarande är föremål för diskussion. Standarderna är gjutna i koppar, många i form av platta cirklar, halvcirklar eller rutor som är fyllda med en genombrutna nätverk av tvärstag, centrala kors och hakkors. Leonard Woolley fann att de kungliga gravarna "verkar tillhöra slutet av en period som präglats av en tid av förstörelse och brand i citadellet. Kulturen som gravarna representerar fortsatte inte in i nästa historiska fas, den av Kanesh". Moderna uppskattningar  konstaterar att platsen fortsatte som en blomstrande bosättning till slutet av den sena bronsåldern. Där fanns också en betydande verksamhet under den frygiska tiden.